# Ali Sadpara
Ali Sadpara, pseudonimo di Muhammad Ali (in urdu محمد علی سدپارہ‎?; Sadpara, 2 febbraio 1976 – K2, disperso dal 5 febbraio - dichiarato morto il 18 febbraio 2021), è stato un alpinista pakistano.
Primo pakistano ad aver scalato tutti i cinque Ottomila del suo Paese, nel 2016 ha conquistato con Alex Txikon e Simone Moro per la prima volta la vetta invernale del Nanga Parbat.

## Biografia
Nacque nel villaggio di Sadpara, nel distretto di Skardu, nella provincia del Gilgit-Baltistan. Fino all'età di 22 anni, lavorò come scalpellino per estrarre il marmo nel Belucistan, che poi vendeva a Karachi. Trascorse poi cinque anni come pastore e portatore di spedizioni alpinistiche sull'Himalaya.
Dopo aver collaborato nel 2004 con una spedizione coreana di arrampicata del K2, fu portatore d'alta quota, alpinista locale e guida alpina ingaggiato da più spedizioni per supporto nell'arrampicata sulle cime più alte. Dal 2004 al 2016 ha preso parte a diciotto spedizioni (di cui quattro invernali). Ha conquistato quattro dei cinque Ottomila del Pakistan: Nanga Parbat, Gasherbrum I, Gasherbrum II e Broad Peak. Nel 2006 ha scalato in solitaria la cima dello Spantik (7027 metri), tracciando una nuova via.
Nell'inverno 2008-2009, insieme ad Adam Bielecki, Robert Szymczak e Don Bowie, ha cercato di scalare il Broad Peak, che all'epoca non era ancora stato conquistato in inverno. Nell'inverno 2010-2011 Ali ha sostenuto un'altra squadra polacca, guidata da Artur Hajzer, negli attacchi a Broad Peak. Ali e Szymczak hanno raggiunto l'altitudine di 7830 metri.
Nell'inverno 2015-2016, diverse squadre di alpinisti cercarono di conquistare il penultimo ottomila: il Nanga Parbat. Sadpara si unì al team internazionale di Alex Txikon, Daniele Nardi, Ferran Latorre e Janusz Gołąb (gli ultimi due però si ritirarono). Un'altra squadra, composta da Tamara Lunger e Simone Moro, si unì a Adam Bielecki, Jacek Czech e Marek Klonowski, oltre a Tomasz Mackiewicz ed Élisabeth Revol. Alla fine di gennaio 2016 Nardi e Txikon attaccarono senza successo la vetta, mentre Ali li aspettava nel campo quattro. Dopo un litigio tra Txikon e Nardi, l'italiano lasciò la spedizione, cosicché Txikon e Ali si unirono alla squadra di Moro-Lunger.
La nuova squadra di quattro persone partì dalla base il 22 febbraio e l'attacco alla vetta (dal campo IV) iniziò la mattina del 26 febbraio. Lunger si fermò diverse decine di metri prima della vetta, mentre Txikon, Moro e Sadpara alle 15:27 ora locale conquistarono per la prima volta la vetta del Nanga Parbat in inverno. Nelle ultime centinaia di metri, Sadpara percorse una via diversa dagli altri alpinisti. Il 28 febbraio gli alpinisti sono tornati alla base. Dopo la loro impresa, il K2 rimase l'unico Ottomila non ancora scalato d'inverno. Il 21 luglio 2018 raggiunge la vetta del K2.
Il 4-5 febbraio 2021, Ali inizia il tentativo di vetta del K2 in invernale partendo da C3, anziché da C4, poiché la finestra di bel tempo non era così ampia da permettere una ulteriore sosta. Ali accompagna come HAP l'islandese John Snorri e alla loro spedizione si unisce il cileno Juan Pablo Mhor, che ha perso i suoi precedenti partner Sergi Mingote per un incidente mortale e Tamara Lunger per l'abbandono della missione. Insieme a loro vi era anche il figlio di Ali, Sajid, costretto ad abbandonare la via della vetta a 8100 m, per un problema tecnico all'erogatore dell'ossigeno all'inizio del Collo di Bottiglia. Quest'ultimo attende invano il ritorno dei tre per oltre 20 ore a C3, allertando i soccorsi, dopodiché discende da solo al campo base. Il 6 e 7 febbraio il Pakistan invia elicotteri e aerei dell’esercito a sorvolare l'area fino a 7000 m, non riuscendo ad avvistare i 3 alpinisti. L'Islanda collabora fornendo immagini radar-satellitari tramite Iceye, nelle quali non è stato possibile individuarli né rintracciare eventuali oggetti a loro appartenuti. In data 14 febbraio in una conferenza stampa viene confermato che le ricerche per il recupero continueranno per ulteriori 60 giorni e che al Campo Base sono presenti 4 scalatori di alta quota non acclimatati.
Il 18 febbraio 2021, dopo lunghe ricerche senza esito, viene dato per morto dalle autorità come annunciato nel corso di una conferenza stampa tenuta in Pakistan.
Il 26 luglio dello stesso anno il suo corpo viene rinvenuto, dagli sherpa di una spedizione commerciale, nei pressi del Collo di Bottiglia. A poca distanza vengono rintracciati i corpi dei suoi due compagni di ascesa.

## Carriera alpinistica
- 2006: Gasherbrum II (8035 m s.l.m.)
- 2006: Spantik (7027 m s.l.m.) - nuova via
- 2008: Nanga Parbat (8126 m s.l.m.)
- 2008: Muztagata (7520 m s.l.m.)
- 2009: Nanga Parbat (8126 m s.l.m.)
- 2010: Gasherbrum I (8068 m s.l.m.)
- 2012: Broad Peak (8051 m s.l.m.)
- 2016: Nanga Parbat (8126 m s.l.m.) - prima salita invernale
- 2018: K2 (8.609 m s.l.m.) - primo pakistano ad aver scalato tutti i cinque Ottomila del Pakistan